# Salvaterra de Magos
Salvaterra de Magos es un municipio portugués perteneciente al distrito de Santarém, en Ribatejo, con cerca de 5100 habitantes. Desde 2002 que está integrada en la região estatística (NUTS II) de Alentejo y en la subregião estatística (NUTS III) de Lezíria do Tejo; antiguamente formaba parte de la extinta región de Lisboa y Valle del Tajo, en la antigua provincia de Ribatejo. En esta localidad se firmó el Tratado de Salvaterra de Magos el 2 de abril de 1383 para consolidar la paz entre Portugal y Castilla.

## Geografía
Es la sede de un municipio con 244,74 km² de área y 21 613 habitantes (2021), subdividido en cuatro freguesias. Los municipio y limitado al norte pelo municipio de Almeirim, al este y sur por Coruche, al sudoeste por Benavente y al noroeste por Azambuja y por Cartaxo.

## Demografía
| Gráfica de evolución demográfica de Salvaterra de Magos entre 1864 y 2021 |
|                                                                           |
| Datos según el nomenclátor publicado por el INE portugués.                |

## Organización territorial
El municipio de Salvaterra de Magos está formado por cuatro freguesias:
- Glória do Ribatejo e Granho
- Marinhais
- Muge
- Salvaterra de Magos e Foros de Salvaterra